# José Antonio Escuredo
José Antonio Escuredo Raimondez (Gerona, 19 gennaio 1970) è un ex pistard spagnolo.

## Palmarès

### Olimpiadi
- 1 medaglia:
  - 1 argento (Atene 2004 nel keirin)

### Mondiali
- 4 medaglie:
  - 3 argenti (Melbourne 2004 nella velocità a squadre; Melbourne 2004 nel keirin; Bordeaux 2006 nel keirin)
  - 1 bronzo (Manchester 2000 nella velocità a squadre)